# Benton (Louisiana)
 Benton  er en amerikansk by og administrativt centrum i det amerikanske county Bossier Parish i staten Louisiana. I 2010 havde byen et indbyggertal på 1.948.

## Eksterne links
- Wikimedia Commons har flere filer relateret til Benton (Louisiana)

32°41′41″N 93°44′26″V / 32.69472°N 93.74056°V